# Mistrzostwa Polski w Skokach Narciarskich 1931
12. Mistrzostwa Polski w Skokach Narciarskich – zawody o mistrzostwo Polski w skokach narciarskich, które odbyły się 22 lutego 1931 roku na skoczni Łabajów w Wiśle.
W konkursie o mistrzostwo Polski zwyciężył Bronisław Czech, srebrny medal zdobył Stanisław Marusarz, a brązowy - ex aequo Andrzej Marusarz i Karol Gąsienica Szostak.

## Wyniki konkursu
| Miejsce  | Zawodnik                | Klub              | Skok 1 | Skok 2 | Punkty |
| -------- | ----------------------- | ----------------- | ------ | ------ | ------ |
| 1. (3.)  | Bronisław Czech         | SNPTT Zakopane    | 44,5   | 43,0   | 218,5  |
| 2. (5.)  | Stanisław Marusarz      | SNPTT Zakopane    | 44,0   | 43,0   | 216,5  |
| 3. (6.)  | Andrzej Marusarz        | SNPTT Zakopane    | 47,0   | 38,0   | 204,1  |
| 3. (6.)  | Karol Gąsienica Szostak | SNPTT Zakopane    | 37,5   | 40,0   | 204,1  |
| 5. (9.)  | Aleksander Rozmus       | TS Wisła Zakopane | 39,0   | 38,0   | 198,0  |
| 6. (10.) | Piotr Kolesar           | TS Wisła Zakopane | 37,0   | 37,5   | 195,5  |

W nawiasach podano miejsce zajęte w zawodach z uwzględnieniem zagranicznych zawodników.
Międzynarodowy konkurs wygrał Sigmund Schwab z Austrii, drugi był Rudolf Vrána, czwarty Antonín Bartoň (obaj reprezentowali Czechosłowację, a szósty ex aequo - rodak Schwaba, Fröhlich.